# Autosan Sancity 12Lx
Autosan Sancity 12LF i Autosan Sancity 12LE – niskopodłogowy (Low Floor) i niskowejściowy (Low Entry) autobus miejski klasy maxi, które są produkowane seryjnie od 2010 przez firmę Autosan w Sanoku. Obie odmiany należą do modułowej rodziny o oznaczeniu kodowym M1xLx. Docelowe plany sprzedaży sięgają 70–100 szt. rocznie, oraz 20–30 sztuk w pierwszym roku produkcji. Jako pierwszy do produkcji wprowadzony został model niskowejściowy.
W momencie premiery pierwszych wersji modeli planowane było wprowadzenie do oferty pojazdów zasilanych gazem CNG, biopaliwem, trolejbusu oraz autobusu hybrydowego. Do produkcji trafiły tylko dodatkowe wersje modelu Sancity 12LF: zasilana gazem CNG (Sancity 12LF CNG, prototyp wyprodukowano w 2016, produkcja seryjna od 2018, pierwsze dwa egzemplarze wyprodukowano dla Miejskiego Zakładu Komunikacji w Przemyślu) oraz elektryczna (Sancity 12LFE, prototyp wyprodukowano w 2019, produkcja seryjna od 2021, pierwsze piętnaście egzemplarzy wyprodukowano dla Miejskiego Przedsiębiorstwa Komunikacyjngo w Częstochowie). W 2021 r. wyprodukowano również prototyp pierwszego autobusu wodorowego marki Autosan o oznaczeniu Sancity 12LFH i jest kolejną pochodną modelu Sancity 12LF; premiera miała miejsce podczas targów Transexpo 2021 w Kielcach.

## Autosan Sancity 12LF

### Historia

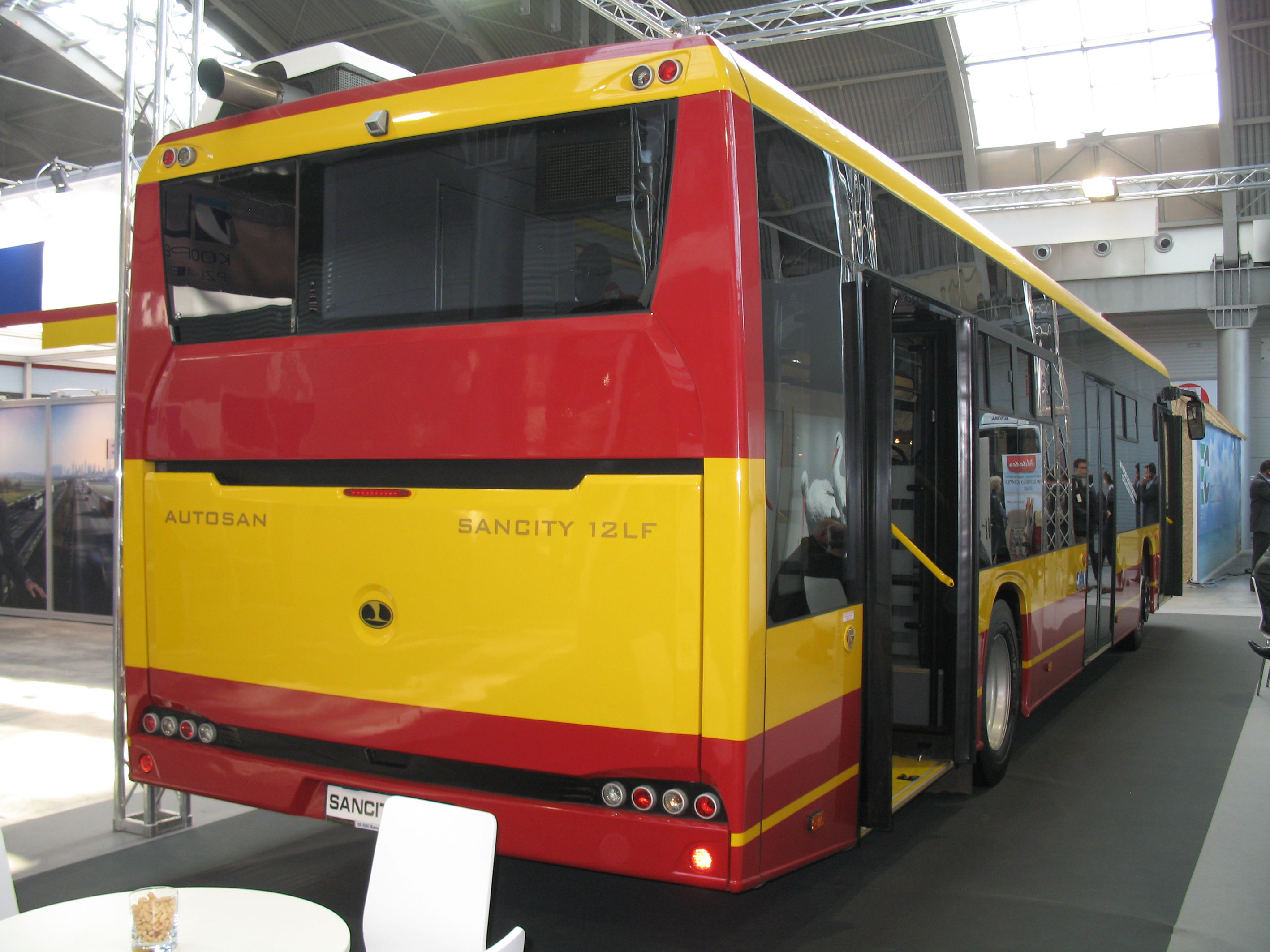
Autosan Sancity 12 LF, widok na tył

Prototyp modelu Autosan Sancity 12LF o wewnętrznym oznaczeniu fabryki Autosan M12LF, który początkowo miał nosić nazwę handlową Autosan M12LF Sancity, powstał w pierwszej połowie 2010 na bazie opracowanego wcześniej modelu niskowejściowego Autosan M12LE Sancity. Po raz pierwszy został zaprezentowany publicznie na targach SilesiaKOMUNIKACJA w Sosnowcu 20 maja 2010. Od pokrewnego modelu różni się tylną częścią (z niską podłogą, innym mostem napędowym, silnikiem w zabudowie wieżowej oraz kierunkiem tylnego wyświetlacza ustawionym po prawej stronie) oraz krótszym o 12 cm i niższym o 35 cm nadwoziem.

### Konstrukcja

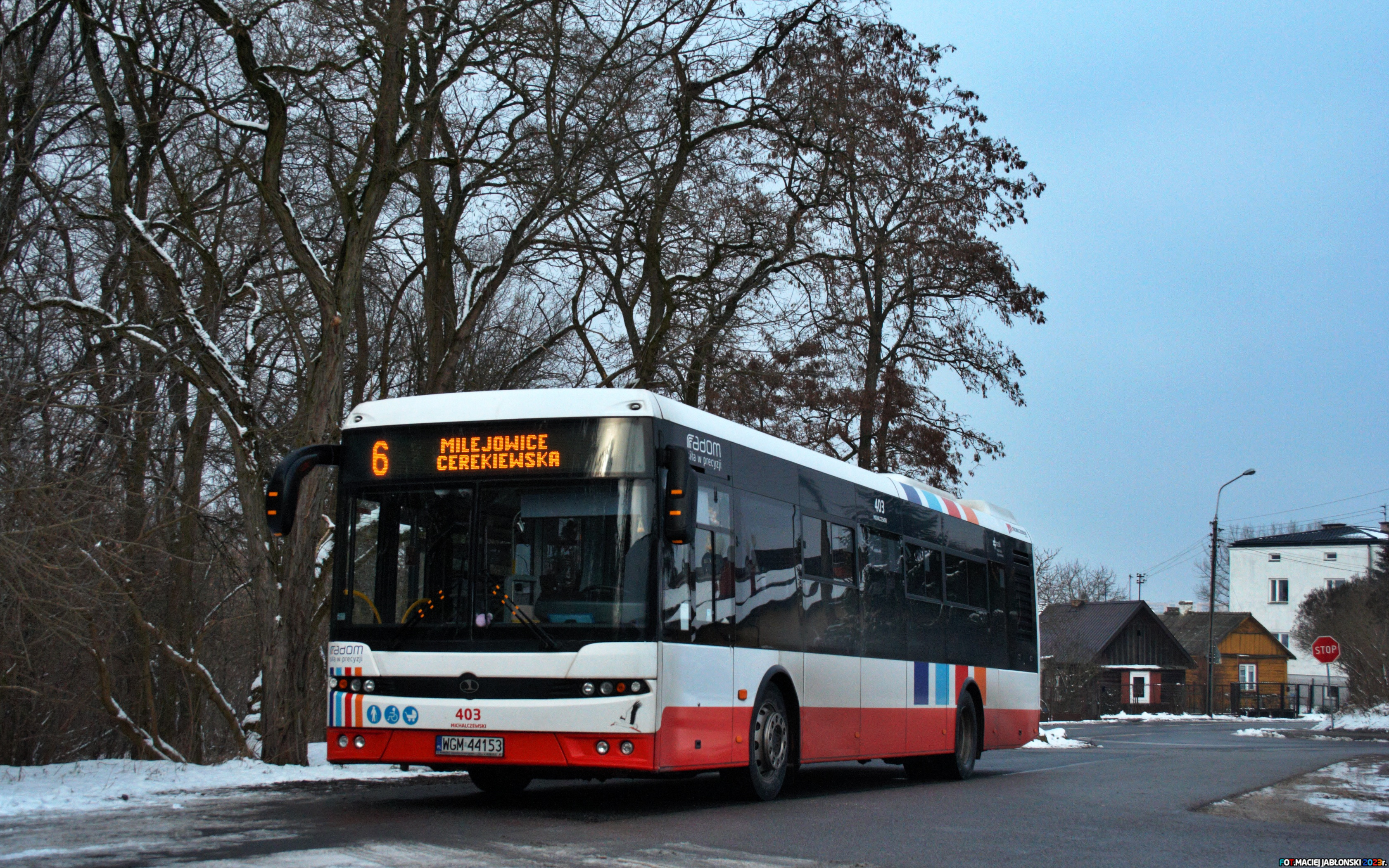
Autosan Sancity 12LF należący do firmy Michalczewski

Konstrukcja pojazdu oparta jest na kratownicowej ramie przestrzennej współpracującej ze szkieletem nadwozia wykonanym z rur o przekroju kwadratowym i prostokątnym łączonych za pomocą spawania. Cały szkielet nadwozia budowany jest ze stali o podwyższonej odporności na korozję. Boczne poszycie zewnętrzne wykonane jest z blachy aluminiowej i tworzyw sztucznych klejonych do szkieletu. Ściany przednia, tylna i dach wykonane są z tworzyw sztucznych, natomiast klapy boczne z aluminium. Ściany boczne oraz sufit wnętrza pojazdu przeznaczonego w zależności od konfiguracji do przewozu 96-110 pasażerów z czego 27-41 na fotelach typu Kiel Ideo lub Ster Motyl, wykończone zostały płytami laminowanymi. Podłoga pokryta została wykładziną antypoślizgową.
Do napędu zastosowano silnik Iveco Cursor 78 ENT EEV o mocy maksymalnej 213 kW (290 KM) osiąganej przy 2000 obr./min, i maksymalnym momencie obrotowym 1100 Nm przy 1080 obr./min. lub jego odmianę o mocy 243 kW (330 KM) osiąganej przy 2050 obr./min. i maksymalnym momencie obrotowym 1500 Nm przy 1125-1600 obr./min. Jednostka napędowa współpracuje z automatycznymi skrzyniami biegów Voith Diwa5 lub ZF Ecolife, które zblokowane są ze zwalniaczem (retarderem). Układ jezdny stanowi zawieszona niezależnie oś przednia ZF RL 75EC oraz tylny most portalowy ZF AV 132/80. Zastosowany został również system elektronicznego sterowania pracą zawieszenia ECAS, który umożliwia wykonanie przyklęku. Instalacja elektryczna oparta jest na szynie CAN, zaś wszystkimi funkcjami steruje komputer pokładowy KIBES 32. Na życzenie odbiorcy może zostać zamontowany m.in. automatyczny system gaśniczy w komorze silnika oraz system zliczania pasażerów.
Poprzednikiem tego modelu jest prototypowy autobus Autosan A844MN Stokrotka z 2001. Produkcja seryjna rozpoczęła się w drugiej połowie 2010.

### Modele pochodne

#### Autosan Sancity 12LF CNG

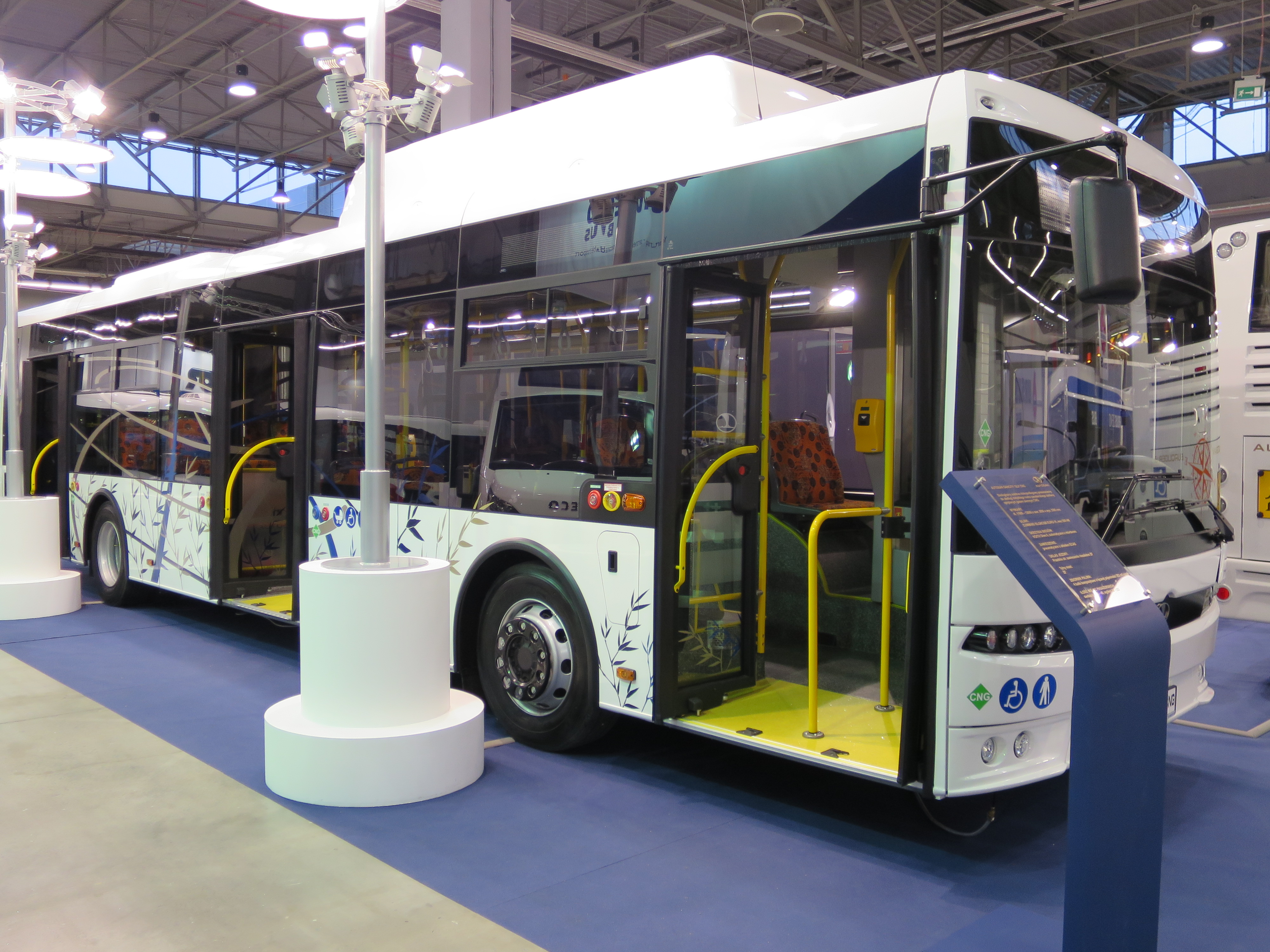
Prototyp modelu Sancity 12LF CNG na targach Trasexpo 2016 w Kielcach

W 2016 roku, na targach Transexpo w Kielcach, zaprezentowano wersję modelu Sancity 12LF napędzaną sprężonym gazem ziemnym CNG: Sancity 12LF CNG. Pojazd posiada silnik CUMMINS L9NE6E320 o mocy 235 kW (320 KM) i automatyczną skrzynię biegów z retardem hydraulicznym. Opcjonalnie autobus może być wyposażony w silnik L9NE6E 280 EURO VI o mocy 209 kW (280 KM). Z przodu i z tyłu zostały zastosowane osie firmy ZF. Zbiorniki paliwa są umieszczone wzdłuż dachu autobusu i mogą łącznie pomieścić 1280 dm3 gazu. Pojazd przewozi od 92 do 94 pasażerów.
Produkcja seryjna tego modelu rozpoczęła 2018 roku, a dwa pierwsze wyprodukowane egzemplarze trafiły do MZK w Przemyślu.

#### Autosan Sancity 12LFE

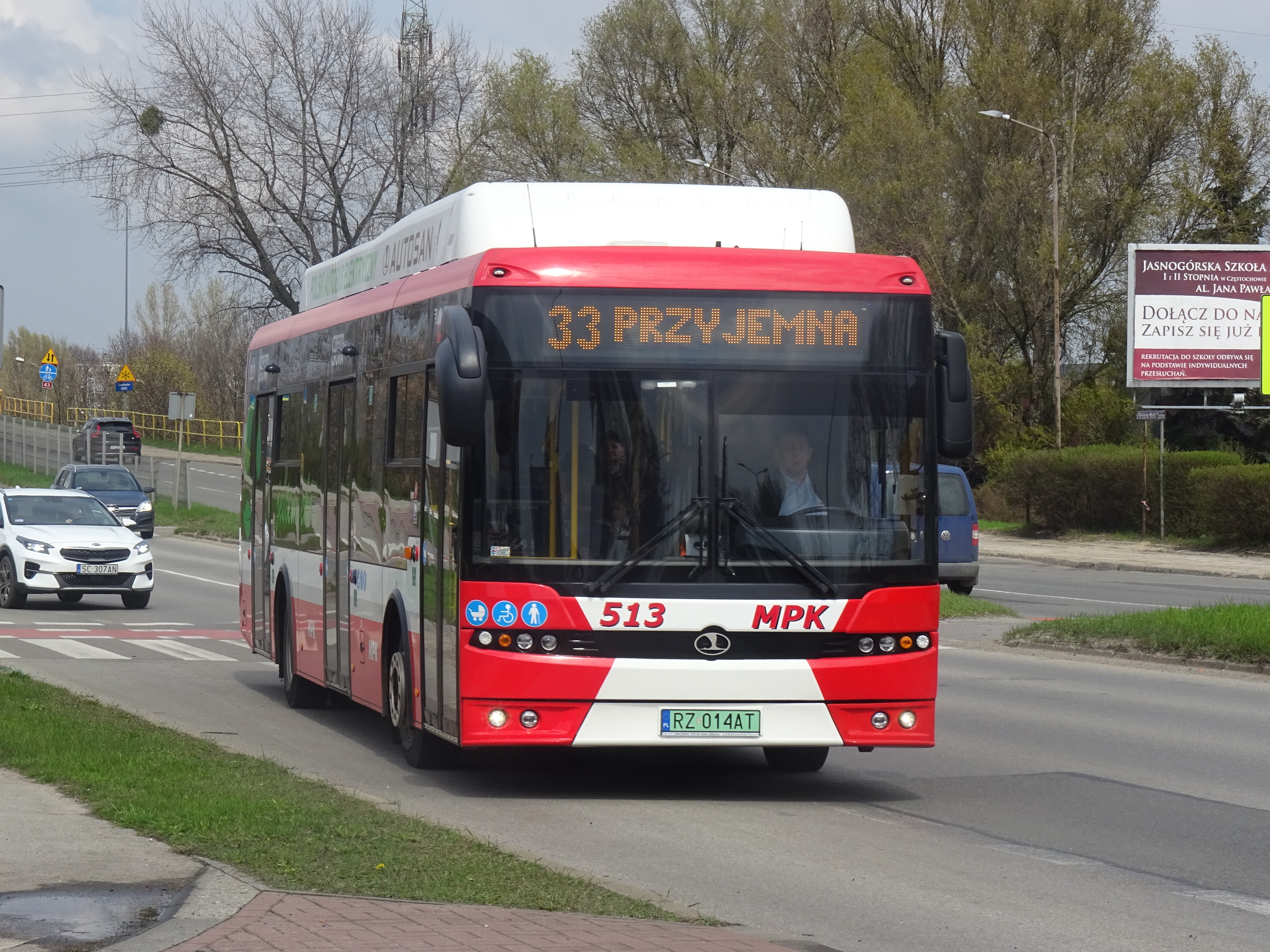
Autosan Sancity 12LFE eksploatowany przez MPK Częstochowa

W październiku 2019 roku, Autosan zaprezentował w Sanoku prototyp autobusu Sancity 12LFE, będący elektryczną odmianą modelu Sancity 12LF. Pojazd jest napędzany elektrycznym silnikiem firmy TM4 wytwarzającym moc do 258 kW (344 KM). Przednia oś i tylny most są produkcji firmy ZF. Autobus posiada magazyn energii, złożony z akumulatorów litowo-jonowych, umieszczony na tylnym zwisie oraz na dachu. Pojazd jest w stanie pomieścić do 89 pasażerów.
Pierwsze wyprodukowane seryjne egzemplarze powstały w 2021 i trafiły w liczbie 15 sztuk do MPK Częstochowa.

#### Autosan Sancity 12LFH
27 października 2021 roku, na targach Transexpo w Kielcach zaprezentowano odmianę autobusu Sancity 12LF napędzaną wodorem: Sancity 12LFH. Pojazd posiada elektryczny silnik spółki TM4 i mieści do 85 pasażerów. Tylny most i przednia oś są produkcji firmy ZF. Zbiorniki na wodór mają łączną pojemność 1280 litrów.
W 2022 i w 2023 roku, autobus był testowany przez MPK Kraków.

## Autosan Sancity 12LE

### Historia
16 września 2009 podczas targów Transexpo 2009 w Kielcach zadebiutował prototypowy egzemplarz niskowejściowego modelu Autosan M12LE Sancity, dostosowany do potrzeb komunikacji podmiejskiej i lokalnej. Był on również prezentowany na targach Busworld 2009 w Kortrijk w październiku 2009. Po przejściu badań homologacyjnych na przełomie listopada i grudnia 2009 trafił na testy do wybranych klientów. Pierwszy seryjny pojazd pod zmienioną nazwą handlową Autosan Sancity 12LE dostarczony został w październiku 2010 przedsiębiorstwu MKS Tarnobrzeg.
W ramach grupy Polskie Autobusy jego poprzednikiem był Jelcz M121I Mastero.
Prace projektowe trwały od połowy 2008. Projekt techniczny autobusu opracowała Grupa inżynierska DOT3D z Czerwonaka. W jego ramach opracowała ona założenia techniczne rodziny autobusów miejskich M1xLx, współpracowała z firmą stylistyczną, opracowała kompletną konstrukcję pojazdów (w tym obliczenia wytrzymałościowe MES, konstrukcję szkieletu, elementów karoserii, poszyć zewnętrznych, wygłuszeń). Odpowiadała również za dobór i zabudowę układów napędowego, jezdnego, kierowniczego itd.
Obecnie ten model nie znajduje się już w ofercie firmy Autosan, nie jest też wymieniany na stronie internetowej producenta.

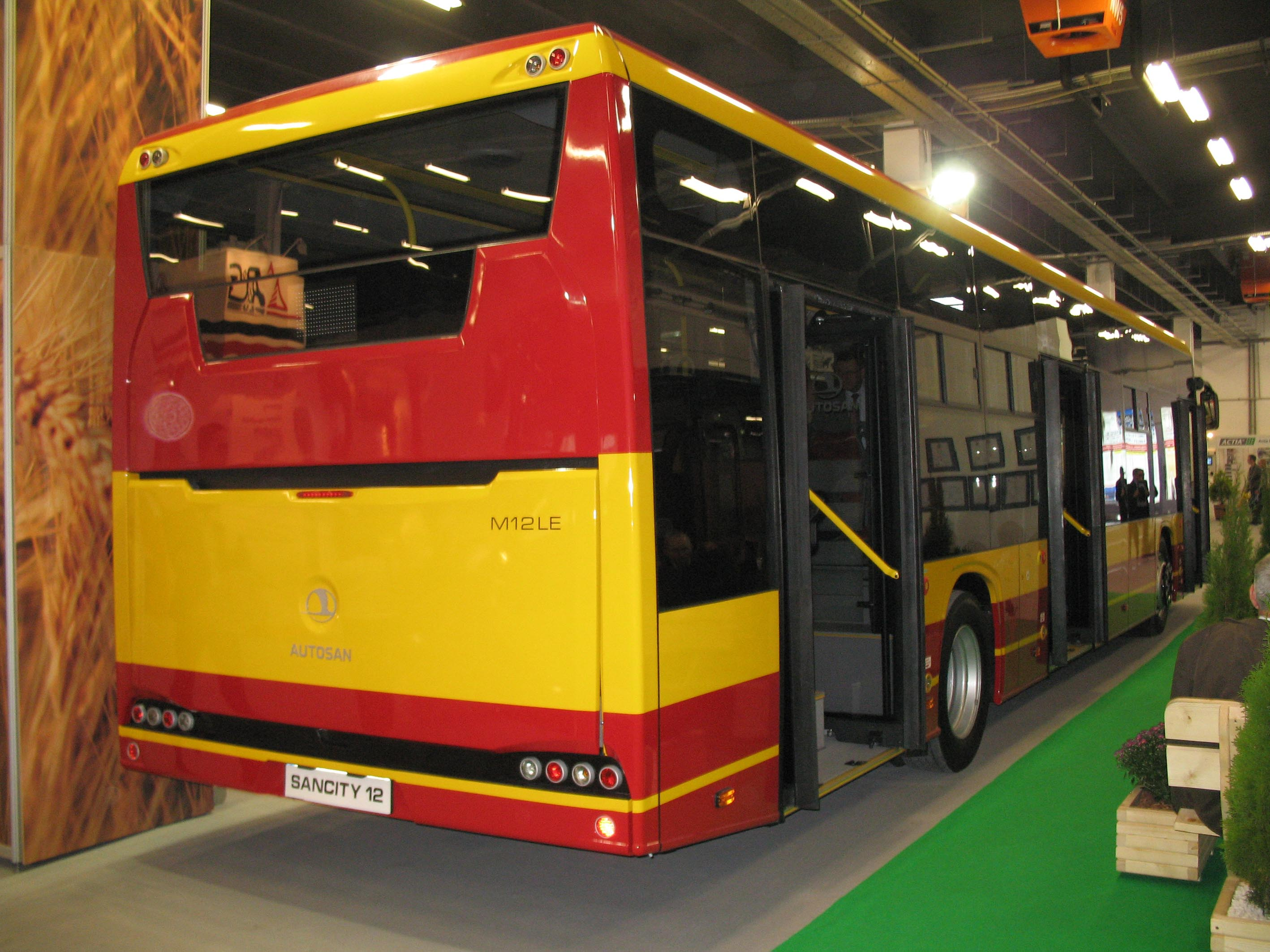
Autosan M12LE Sancity, widok na tył

### Konstrukcja
W konstrukcji autobusu zastosowano wyłącznie elementy ze stali nierdzewnej, tworzyw sztucznych i aluminium. Szkielet nadwozia wykonywany jest z prostokątnych profili zamkniętych z nierdzewnej stali chromoniklowej, ściana przednia, tylna, dach, nadkola i zderzaki z tworzyw sztucznych. Poszycie boczne wykonywane jest z blachy nierdzewnej i tworzyw klejonych do kadłuba, klapa tylna i drzwi są aluminiowe. Szyby są wklejane do nadwozia. W wyglądzie zewnętrznym od modelu M12LF odróżnia go przeszklony moduł o wysokości około 20 cm umieszczony pod dachem i wyższa szyba przednia.
Model ten napędzany jest turbodoładowanym silnikiem wysokoprężnym Cummins ISB6.7E5 250B spełniającym wymagania normy Euro 5, 6-cylindrowym, rzędowym, o pojemności 6,7 dm³, osiągającym moc maksymalną 184 kW (250 KM) przy 2300 obr./min. Jednostki napędowe umieszczone są podłużnie z tyłu. W przyszłości może zostać zastosowany silnik zasilany CNG firmy Cummins. Butle z gazem zostaną wówczas umieszczone w przedniej części autobusu pod dachem i podobnie jak w niskowejściowych autobusach Jelcz M121M/4 CNG i Solaris Urbino 12 LE CNG będą wnikały do przestrzeni pasażerskiej. Dzięki temu rozwiązaniu nie zmieni się wysokość pojazdu. Rozważa się również możliwość zastosowania silników firm Renault i Iveco.
W układzie napędowym zastosowano automatyczną 6-biegową skrzynię biegów ZF Ecolife 6AP1200B współdziałającą ze zwalniaczem. Będzie również możliwość zastosowania automatycznej skrzyni biegów firmy Voith. Osie firmy ZF z hamulcami tarczowymi mają niezależne zawieszenie z przodu i zależne z tyłu, współpracujące z portalowym mostem napędowym. Zamiast osi ZF może być zastosowana sztywna oś przednia LAF lub niezależne zawieszenia przednie i portalowy tylny most napędowy firmy Voith. Drzwi mają układ 2-2-2. Pojemność autobusu w zależności od rozplanowania wnętrza sięga do 110 osób, w tym od 29 do 41 miejsc siedzących i od 56 do 81 stojących.
Instalacja elektryczna oparta jest na rozwiązaniach szyny CAN-bus i komputerze KIBES 32. Stanowisko pracy kierowcy ma ergonomiczne rozmieszczone elementy z systemem FAP firmy Siemens. Zawieszenie jest pneumatyczne, współpracuje z układem ECAS zapewniającym możliwość „przyklęku”. W pneumatycznym układzie hamulcowym stosowane są hamulce tarczowe z układami ABS i ASR. Siedzenia tworzywowe z miękką wkładką wykonuje firma Ster.
Wyposażenie dodatkowe autobusu może m.in. obejmować klimatyzator stanowiska kierowcy i klimatyzator przestrzeni pasażerskiej, poręcze ze stali nierdzewnej, inne fotele pasażerskie, automatyczny system gaśniczy DAFO w komorze silnika, system monitoringu wewnętrznego, system zliczania pasażerów i malowanie dekoracyjne.

## Autosan Sancity 12Lx w Polsce

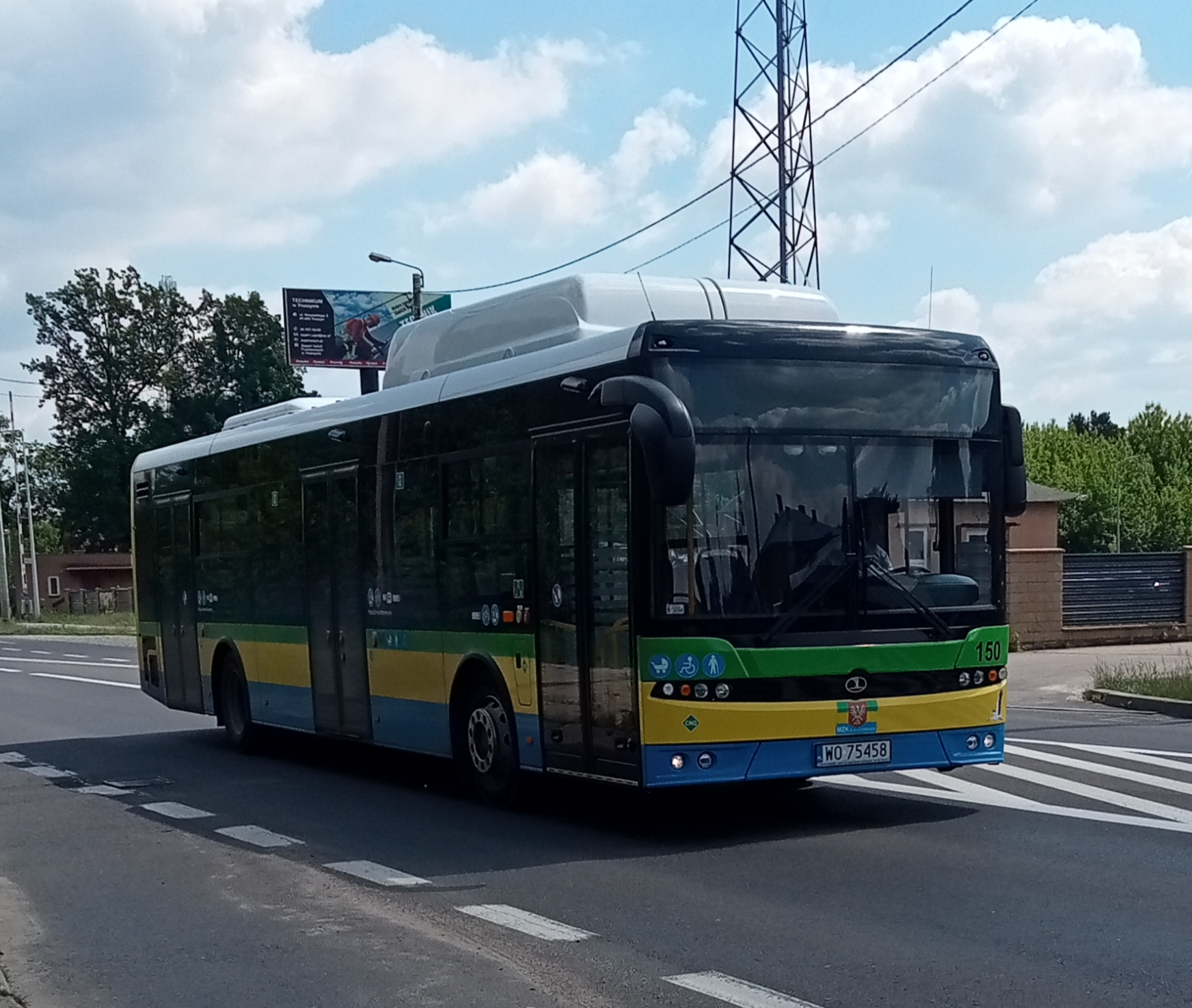
Autosan 12LF CNG eksploatowany przez MZK Ostrołęka

Autobusy Autosan Sancity 12LF są obecnie eksploatowane przez następujące przedsiębiorstwa:

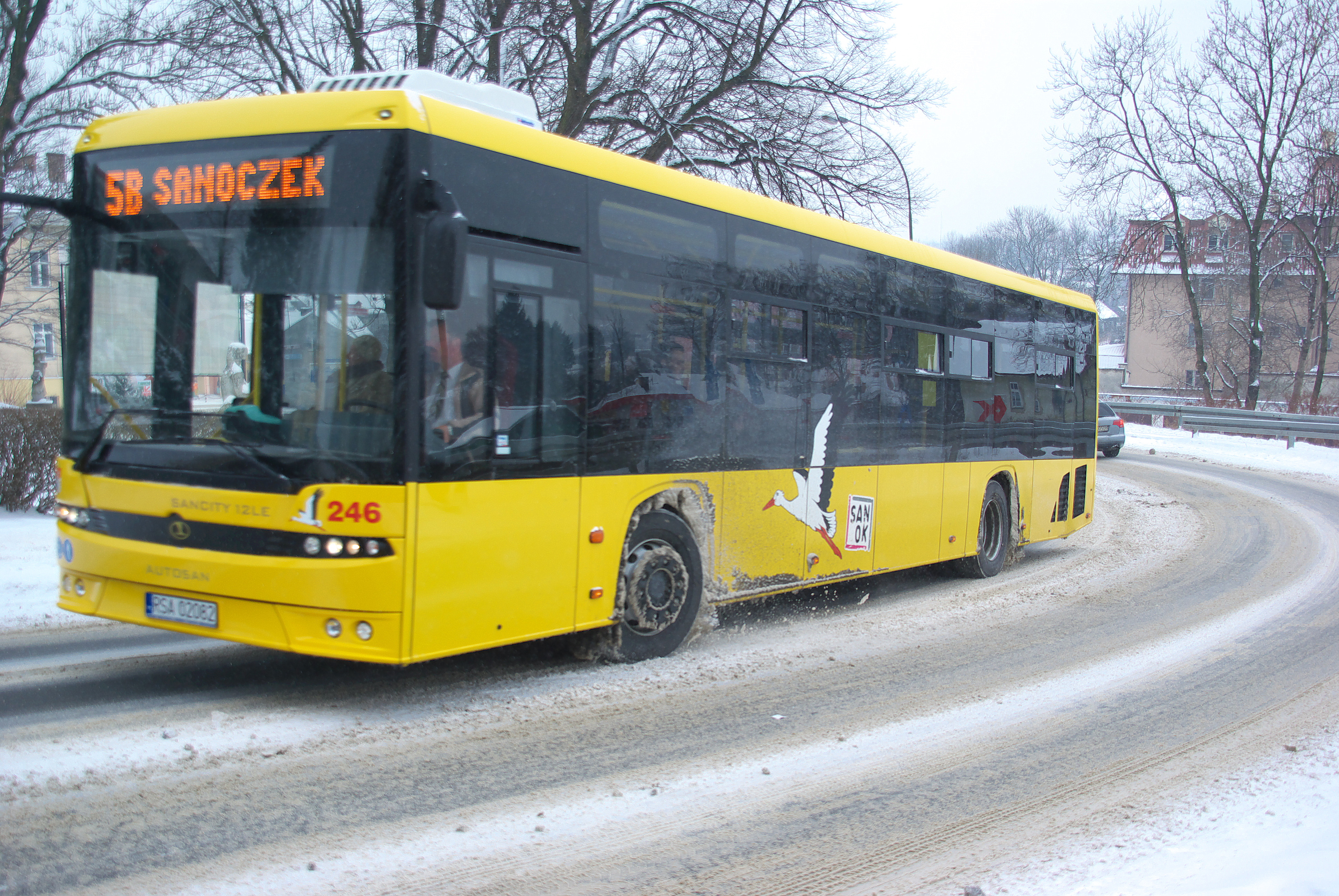
Autosan Sancity 12LE z MKS Sanok w 2011

| Miasto     | Użytkownik/Odbiorca                      | Rok produkcji           | Liczba                                                                                 |
| ---------- | ---------------------------------------- | ----------------------- | -------------------------------------------------------------------------------------- |
| Rzeszów    | MPK Rzeszów                              | 2016, 2018, 2020, 2023, | 11 1 (CNG, prototyp, silnik Cummins ISL G) 70 (CNG, prod. seryjna, silnik Cummins L9N) |
| Rzeszów    | PKS Rzeszów                              | 2019                    | 15                                                                                     |
| Przemyśl   | MZK Przemyśl                             | 2018                    | 13 2 (CNG prod. seryjna silnik Cummins)                                                |
| Lublin     | MPK Lublin                               | 2011-2013               | 53                                                                                     |
| Sanok      | Autosan                                  | 2010, 2016              | 3                                                                                      |
| Kraków     | Mobilis                                  | 2017                    | 2                                                                                      |
| Kobierzyce | Bus Marco Polo Wratislavia 1992, Sevibus | 2018                    | 6                                                                                      |
| Dębica     | MKS Dębica                               | 2019                    | 5                                                                                      |
| Radom      | Michalczewski                            | 2018                    | 28                                                                                     |
| Nowa Sól   | MPK "SUBBUS"                             | 2018                    | 4                                                                                      |
| Sanok      | MKS Sanok                                | 2019                    | 8 (CNG prod. seryjna, slinik Cummins ISLGE6 320)                                       |
| Wałcz      | ZKM Wałcz                                | 2019                    | 2                                                                                      |
| Tychy      | PKM Tychy                                | 2019                    | 20 (CNG prod. seryjna silnik Cummins)                                                  |
| Ostrołęka  | MZK Ostrołęka                            | 2020, 2021              | 10 (CNG prod. seryjna silnik Cummins)                                                  |
| Suwałki    | PGK w Suwałkach                          | 2020                    | 11 (CNG prod. seryjna silnik Cummins)                                                  |
| Kielce     | MPK Kielce                               | 2021                    | 4                                                                                      |
| Supraśl    | PKS Nova                                 | 2020                    | 3                                                                                      |
| Suma       | Suma                                     | Suma                    | 268                                                                                    |

Autobusy Autosan Sancity 12LFE będące wersją elektryczną są obecnie eksploatowane przez następujące przedsiębiorstwa:
| Miasto      | Użytkownik/Odbiorca | Rok produkcji | Liczba |
| ----------- | ------------------- | ------------- | ------ |
| Sanok       | Autosan             | 2019          | 1      |
| Częstochowa | MPK Częstochowa     | 2021          | 15     |

Autobusy Autosan Sancity 12LE są obecnie eksploatowane przez następujące przedsiębiorstwa:
| Miasto        | Użytkownik/Odbiorca | Rok produkcji | Liczba |
| ------------- | ------------------- | ------------- | ------ |
| Bielsko-Biała | Starostwo powiatowe | 2011          | 5      |
| Sanok         | Autosan             | 2010          | 1      |
| Sanok         | MKS Sanok           | 2010          | 5      |
| Tarnobrzeg    | MKS Tarnobrzeg      | 2010          | 1      |
| Suma          | Suma                | Suma          | 12     |